# Eupetaurus cinereus
Genre
Espèce
Statut de conservation UICN

 EN A2c+3c; C1 : En danger
Eupetaurus cinereus est une espèce de rongeur que l'on rencontre au sud de l'Asie. Ce fut longtemps la seule espèce connue du genre Eupetaurus. Deux nouvelles espèces ont été récemment identifiées, Eupetaurus tibetensis, et Eupetaurus nivamons.
Connu seulement grâce à des peaux collectées au Pakistan à la fin du XIXe siècle jusqu'à ce que des spécimens vivants soient capturés dans les années 1990, c'est ce que l'on nomme un taxon Lazare.